# 도요사토정 (이바라키현)
도요사토정(豊里町)은 이바라키현 쓰쿠바군에 속했던 정이다. 1987년 11월 30일에 야타베정, 오호정, 사쿠라촌과 3정 1촌을 합병해  소멸하였다.

## 지리
지형이 비교적 평탄한 지형인 쓰쿠바산 남쪽 기슭에 위치한다. 정 서부를 오가이강이 흐른다. 쓰쿠바 연구학원도시의 일부를 구성하고 있었다. 

## 역사
- 1889년 4월 1일 - 정촌제 시행으로 가미고촌(上郷村)이 성립하였다.
- 1953년 11월 3일 - 가미고촌이 정으로 승격하였다.
- 1955년 4월 1일 - 가미고정이 아사히촌의 일부를 합병해, 도요사토정(豊里町)으로 개칭하였다.
- 1956년 9월 30일 - 요시누마촌의 일부를 편입하였다.
- 1987년 11월 30일 야타베정, 오호정, 사쿠라촌과 합병해 쓰쿠바시가 발족, 도요사토정은 소멸하였다.

## 그 외
- 도요사토 정의 시외국번은 029747이었으나 쓰쿠바 시내 통일을 위해 1989년 11월 2일 0298(-47)로 변경했다.

## 교통

### 도로
- 국도 제408호선